# Апостольський візитатор
Апостольський візитатор — делегат Папи Римського, як правило, на посаді єпископа, що посилаються з метою вивчення ситуації в єпархії, церкви або в країні. Він наділений особливими, широкими повноваженнями і відповідальний тільки перед Папою Римським.
Його завданням є підготувати доповідь до Ватикану, що стає основою для подальших дій. Апостольський візитатор іноді наділяється надзвичайними повноваженнями.
Апостольський візитатор виконує обов'язки єпископа в єпархії, де немає єпископа або для віруючих, які відчувають труднощі в спілкуванні з ієрархами.

## Відомі апостольські візитатори
- Пій XI — клірик РКЦ
- Миколай (Чарнецький) — клірик УГКЦ
- Сергій Гаєк — клірик БГКЦ

## Апостольські візитатори в Україні
- Джованні Дженоккі - перший ватиканський дипломат (Апостольський візитатор) в Україні (УНР).  13 лютого 1920 Папа Бенедикт ХV іменував Джованні Дженоккі Апостольським візитатором в Україні, однак через несприятливу воєнно-політичну ситуацію Дженоккі не зміг прибути у Київ, а доїхав лише до Львова та відвідав м. Кам’янець-Подільський. Виконував свої обов’язки, перебуваючи у Варшаві, потім переїхав до Відня. У грудні 1921 Джованні Дженоккі було відкликано до Ватикану. У 1922 році прибув до Галичини з метою дослідження причин українсько-польської конфронтації.
- Діонісій Няраді -  апостольський візитатор з правами адміністратора Карпатської України з 15 листопада 1938 р. по 24 березня 1939 р. Після окупації Угорщиною Карпатської України був арештований угорською владою та депортований до Будапешту.
- о. Іван Бучко у 1946 році Папою Римським був проголошений Апостольським візитатором українців-католиків у Західній Європі.